# Crabbea
Crabbea es un género de plantas con flores perteneciente a la familia Acanthaceae. El género tiene 15 especies de hierbas.

## Taxonomía
El género fue descrito por William Henry Harvey y publicado en London Journal of Botany 1: 27. 1842. La especie tipo es: Crabbea hirsuta Harv. 

## Especies seleccionadas
- Crabbea acaulis
- Crabbea angustifolia
- Crabbea cirsioides
- Crabbea galpinii
- Crabbea hirsuta